# Вълчитрън
 Тази статия е за селото в България.  За града в Косово вижте Вучитрън.  
Въ̀лчитрън е село в Северна България. То се намира в община Пордим, област Плевен.

## География
Вълчитрън е село в състава на Община Пордим, обл. Плевен. Намира се на 27 км югоизточно от областния център Плевен и на 6 км от общинския център Пордим. Разположено е в централната част на Дунавската хълмиста равнина, в източното подножие на Плевенските височини и на 176 м надморска височина. Има умерено континентален климат, черноземни почви. В селото има три микро язовира, които се стопанисват от арендатори. Автобуси няма.Населението към 2011 – 2012 г. наброява 1118 жители.

## История
Вълчи трън е старо селище. Споменава се за пръв път с името си в турски регистър от 1570 година като войнишко село с население от 96 християнски домакинства или около 500 души. През 1860 година има вече 200 български и 20 мюсюлмански домакинства.
Легендата разказва, че местността около селото е била обрасла с тръни. В тези тръни една вълчица родила своите малки. Минаващите покрай селото хора видели вълчицата и нейните малки и когото срещнели предупреждавали да внимава, че край селото има вълци в тръните. От уста на уста името на селото дошло от това, че край него има вълчи тръни и от там дошло самото име на селото – Вълчитрън.
Просветното дело в с. Вълчитрън датира от 1847 година. От 1847 г. до 1851 година – килийно училище. От 1851 г. – 1874 година има прекъсване (тъмна епоха) за училището. От 1874 година училището започва да функционира в помощна постройка до църквата. През 1897 година отваря врати новопостроеното начално училище „Отец Паисий“. От 1926 г. до 1929 година е построено и отваря врати второ училище „Любен Каравелов“. През периода 1915 г. – 1958 г. в с. Вълчитрън се обучават ученици в двете основни училища. През 1933 селото получава одобрение за финасиране от държавния фонд Кооперативни строежи на народни училища. От 1958 година започва строителството на нова училищна сграда с помощи и трудови дни от населението на селото. Тя е открита пред 1959 година. До 1968 година е Средно-политехническо училище „Никола Вапцаров“. След 1969 година и до днес е Основно училище „Никола Вапцаров“.
През месец септември 1905 година група учители будни жители на с. Вълчитрън основават читалище. На първото заседание на ръководството то получава своето име „Светлина“. Читалището е с богата културна 100-годишна история. През годините са работили следните състави: смесен четиригласен хор, смесен танцов състав, театрална трупа, групи за художествено слово, както мъжка и дамска групи за автентичен фолклор. Тези състави са носители на множество дипломи, грамоти и медали от съборите в Копривщица, Национални, областни и общински фестивали. Към читалището работят: дамска вокална група за обработен фолклор, отличена с призове от фестивала „Листопад на спомените“ гр. Варна през 2004, 2005 и 2006 година, старопланински събор Балкан фолк гр. Велико Търново, Черноморски международен фестивал гр. Царево, и детски танцов състав. Библиотеката на читалището е с богат книжен фонд от 11 200 тома художествена, научна и справочна литература.
На 3 май 1922 г. в с. Вълчитрън е създадена Кредитна кооперация „Възраждане“ вписана през 1948 г. с нов устав като всестранна кооперация „Възраждане“. През 1959 г. е преименувана на СелКООП „Възраждане“, а по-късно – на Потребителна кооперация „Възраждане“. През 1925 г. Кредитна кооперация „Възраждане“ с. Вълчитрън участва в учредяването на Районен кооперативен съюз гр. Плевен. Към ПК „Възраждане“ с. Вълчитрън работят хранителен магазин, смесен магазин и кафесладкарница.
На 15 декември 1948 г. в с. Вълчитрън се учредява ТКЗС „Христо Ботев“, в което са членували всички земеделски стопани.
От 1995 г. наследник на ТКЗС „Хр. Ботев“ с. Вълчитрън е Земеделска кооперация за потребление и услуги „Съгласие 95“. Към ЗКПУ „Съгласие 95“ работят зърнено-фуражна бригада и фурна за хляб.
В селото има Футболен клуб „Ботев“, Ловно Рибарска Дружинка, отбор по конен спорт.
Църквата „Свети Константин и Елена“ с. Вълчитрън е голяма куполна сграда с оригинални стенописи и икони от края на ХVІІІ век и е строена през 1887 г. до 1895 г.

## Вълчитрънското златно съкровище
Вълчитрън вписва трайно името си в националната история и става световноизвестно с откритото през 1925 г. тракийско златно съкровище, датиращо от 13 век преди новата ера. Това е най-голямото златно съкровище в Европа и е изработено от злато с естествен примес от сребро, мед и желязо. Тежи 12,425 кг и се състои от 13 предмета. Смята се, че произхожда от областта между устията на реките Тиса и Огоста. Това съкровище е пряк свидетел на древните Орфееви тайнства – тройната чаша в него е служела за смесване за вино, мляко и мед.
Съкровището е открито в нива в местността „Дъртите лозя“, собственост на братята Георги, Никола и Тодор Цветанови. През 1925 г. те събрали 20 работници и започнали да я риголват, да я подготвят за засаждане на нови лози. На втория ден сутринта най-младият работник -17-годишен Торньо Митев Таров, попаднал на заринат на една лопата дълбочина в земята старинен съд. В него имало други странни съдове. Копачите отхвърлили намереното в страни и продължили работата си. Вечерта показали съдовете в селската кръчма.
То не предизвикало никакво удивление и интерес и на тръгване за в къщи го окачили на висока акация сред мегдана. Там съкровището прекарва нощта. На сутринта един от работниците решава за всеки случай да отнесе нещо от находката в града при един часовникар за проба. Онзи го почовърква с ножче, залива го с някаква киселина и онемява от изненада – 24 каратовото злато било меко като восък и блестяло. Вестта за откритото съкровище бързо стигнала до властта, полицията и до археолозите в София. Плевенската полиция прибира съкровището. Държавата дава 1,5 милиона тогавашни лева парично обезщетение поделено между двайсетината работници открили съкровището.
Вълчитрънското съкровище се съхранява в Националния исторически музей София.